# 변강사지 연구중심
변강사지연구중심(邊彊史地硏究中心, 중국어: 边疆史地研究中心, 영어: Research Center for Chinese Borderland History and Geography)은 1983년 수립된 단체로 사회과학원 산하 35개 개별 연구소 중 하나이다. 원래는 중국의 국가전략 차원에서 중국 국무원 산하 사회과학원에서 진행하던 동북공정의 연구기관이었다. 하지만 중국이 2013년 5월 1일 지린(吉林) 성 지안(集安) 시에서 첫 고구려 박물관인 ‘지안박물관’을 정식 개관하면서 ‘고구려는 중국의 지방정권’이라는 동북공정(東北工程)의 핵심 내용을 일반에 본격 알리기 시작하였다.

## 변강사지연구중심의 목적
중국 정부는 '학계 일부의 학문적 논의에 불과하며 국가정책이 아니다. 한국 측이 지나치게 민감하다'는 반응을 보여 왔지만 국내의 학계에서 변강사지연구중심의 목적이 동북3성 차원의 프로젝트라고 보는 이유는 동북공정에 지린성(吉林省), 랴오닝성(遼寧省), 헤이룽장성(黑龍江省) 사회과학원과 퉁화(通化)사범대 고구려연구원 등이 참여하고 있기 때문이다.

## 같이 보기
- 훙산 문화
  - 요하공정
- 동북아 역사재단
- 변강사지 연구중심
- 탐원공정
- 서남공정
  - 티베트
- 서북공정
  - 위구르족
- 존화양이(尊華攘夷)
- 화이동근(華夷同根)
- 통일적 다민족국가론

## 관련 기사
- 「동북공정」[깨진 링크(과거 내용 찾기)], 동북아역사재단
- '동북공정' 학술적 결과에 따라 대응 방침-YTN 뉴스 2006-09-05
- 발해史까지 집어삼키려는 中 동북공정… “정부 뭐하냐” 비난 여론 거세-네이버 뉴스 2006-09-06
- 노대통령 "동북공정에 유감"-네이버 뉴스  2006-09-11
- 학계, 동북공정 반박 본격화-YTN 뉴스 2006-09-14
- 케네디 교수 "中 동북공정은 내부문제 관심 돌리려는 것"[깨진 링크(과거 내용 찾기)]-스타 뉴스 2006-09-16
- 中 드라마까지 ‘동북공정’-네이버 뉴스 2007-02-03
- '중국 웅녀'도 마늘?, 단군신화마저 동북공정 보관됨 2015-01-02 - 웨이백 머신-조선닷컴 2007-10-02
- 2007 남북정상선언 中 동북공정-日 역사왜곡에 한목소리 대응 기대-문화일보 2007-10-05